# Валеева, Дина Каримовна
Дина Каримовна Валеева (тат. Динә Кәрим кызы Вәлиева, урожд. Яруллина; род. 14 апреля 1936, Казань, Татарская АССР, РСФСР, СССР) — советский и российский искусствовед. Кандидат искусствоведения (1980). Заслуженный деятель искусств Республики Татарстан (2010).

## Биография
Дина Каримовна Валеева родилась 14 апреля 1936 года в Казани. Имела нескольких сестёр и братьев. Мать — Диляфруз Фатыховна (в девичестве Юсупова, 1901—1984), из купеческой семьи, из-за происхождения не была принята в педагогическое училище, трудилась медсестрой и санитаркой в поликлинике; отец — Карим Яруллович Яруллин (1891—1964), из мулл, учился в медресе Мухаммадия, после революции работал учителем татарского языка, литературы и математики в школе № 13. Проживали в бревенчатом доме деда по матери на улице Ф. Карима, № 23, в Старо-Татарской слободе рядом с Голубой мечетью. Располагала большой библиотекой, увлекалась театром, музыкой и изобразительным искусством, училась в детской художественной школе № 1, однако профессионально заняться музыкой не вышло.
Детство Дины пришлось на тяжёлые военные годы. День начала Великой Отечественной войны встретила на улице Нариманова, но, по собственным словам, тогда не знала ещё что это за слово, «почувствовала только, что это что-то страшное». Сестра скончалась в 1942 году от менингита. Два брата ушли на фронт, один из них пропал без вести. Ходила в детский сад, где вышивала носовые платки и кисеты для бойцов, посылала свои рисунки и поделки на фронт. Один из рисунков 1943 года под названием «Красная армия у Сталинграда», созданный Диной в возрасте 7 лет в детском саду № 10, сохранился и ныне находится в собрании Государственного музея изобразительных искусств Республики Татарстан. Проживала с семьёй вместе с родственниками, а также эвакуированными из Ленинграда, испытали все тяготы войны, холода и голода, питались картофельной кожурой и крапивой.
В 1955 году поступила на историко-филологический факультет Казанского педагогического института, который окончила в 1960 году, после чего по распределению уехала в деревню Янасала Арского района, где преподавала русский язык, литературу и историю в средней и семилетней школе. Незадолго до того, в 1958 году в казанском Доме учёных познакомилась с Д. Н. Валеевым, студентом геологического факультета Казанского государственного университета имени В. И. Ульянова-Ленина, за которого в 1961 году вышла замуж, взяв его фамилию. В 1961 году Валеев окончил университет, а затем по распределению вместе с женой уехал в Горную шорию, что в Кемеровской области. Дина Каримовна работала школьным учителем старших классов в ряде геологических посёлков, а в 1965 году с мужем вернулась в Казань. Жили на улице Груздева, дом № 4. У них родились две дочери: Майя (р. 1962, писательница) и Дина (р. 1964, искусствовед). В дальнейшем Диас стал видным писателем, Дина оказывала мужу всяческую поддержку, была первым читателем его произведений. Прожили вместе более 50 лет, до смерти Диаса в 2010 году.
После возвращения в Казань Дина Каримовна не могла устроиться по специальности, но в 1965 году была принята в Музей изобразительных искусств ТАССР по приглашению его директора Г. А. Могильниковой, где работала старшим научным сотрудником, заведующей отделом русского искусства, затем искусства Татарии, вела активную лекторскую и музейную работу. Одновременно, в 1966 году поступила на факультет теории и истории изобразительных искусств Ленинградского института живописи, скульптуры и архитектуры имени И. Е. Репина, который окончила в 1972 году, защитив с оценкой «отлично» дипломную работу «Искусство домонгольской Волжской Булгарии X—XIII вв.» под научным руководством доцента И. В. Бозуновой и получив квалификацию искусствоведа. В 1974 году оставила работу в музее и поступила в аспирантуру при Научно-исследовательском институте теории и истории изобразительных искусств Академии художеств СССР в Москве, которую окончила в 1977 году и затем устроилась в Институт языка, литературы и истории имени Г. Ибрагимова Казанского филиала Академии наук СССР (в дальнейшем — Институт языка, литературы и искусства имени Г. Ибрагимова Академии наук Республики Татарстан). В 1980 году получила степень кандидата искусствоведения, защитив в НИИ теории и истории изобразительных искусств диссертацию на тему «Искусство домонгольской Волжской Булгарии (X — начало XIII вв.)» под научным руководством доктора исторических наук А. Х. Халикова и кандидата искусствоведения О. И. Сопоцинского.
Член Союза художников СССР с 1983 года. Также является членом Союза художников России, Союза художников Республики Татарстан, Ассоциации искусствоведов. В течение ряда лет была заведующей секцией искусствоведов, членом республиканского выставочного комитета, членом правления СХ РТ. В ИЯЛИ проработала до 2012 года, сначала в должности старшего, затем ведущего научного сотрудника, также являлась членом учёного совета института и членом приёмной комиссии в аспирантуру по искусствоведению, руководила научной работой аспирантов, подготовила пятерых кандидатов наук. Принимала активное участие в научно-исследовательских конференциях по вопросам истоков и развития национального искусства, востоковедения, средневековья. В 2013 году вернулась в Государственный музей изобразительных искусств Республики Татарстан, где являлась старейшим сотрудником, занимала до 2018 года пост старшего научного сотрудника, став за это время автором многих статей к каталогам и альбомам об искусстве. В дальнейшем вышла на пенсию.

## Научная работа
Начав с изучения русского искусства, в дальнейшем сфокусировала своё внимание на современном состоянии татарского изобразительного искусства и
истоках искусства региона. Со студенческих времён также увлекалась древними культурами, участвовала в археологических экспедициях, что вылилось в интерес к искусству Волжской Булгарии домонгольского периода. Активно публиковалась с искусствоведческими статьями в журналах «Казан утлары», «Азат хатын», «Искусство», «Творчество». Является автором работ о творчестве таких мастеров искусства Татарстана, как И. Зарипов, Ф. Аминов, Н. Наккаш, М. Усманов, А. Прокопьев, С. Лывин, И. Халилуллов, Б. Альменов, В. Фёдоров, В. Маликов, В. Рогожин, И. Ханов, Р. Загидуллин, А. Фатхутдинов, Р. Кильдибеков, М. Кильдибекова, Р. Гусманов, Б. Шубин, С. Кузьминых, Э. Бусова, Х. Якупов, В. Куделькин, Ш. Шайдуллин, А. Абзгильдин, К. Нафиков, В. Попов, Г. Рахманкулова, Н. Альмеев, И. Рафиков, Р. Вахитов, А. Тумашев, В. Скобеев, Э. Зарипов, Т. Хазиахметов, Ф. Халиков, Л. Евграфова, А. Сайфутдинов, А. Галимов, В. Тимофеев, В. Морозов. Особо выделяется работа Валеевой по изучению творчества Б. Урманче, она является автором ряда статей о жизни и творчестве художника. В 1969 году Валеева стала одним из организаторов первой персональной выставки Урманче в Казани, а к его 90-летию в 1987 году организовала научную конференцию и издала исследовательский сборник, до сих пор не теряющий своей актуальности.
Как один из ведущих искусствоведов Татарстана выпустила множество монографий, статей и очерков, вступительных статей к альбомам и каталогам. Также является автором очерка «Искусство Волжской Булгарии» в энциклопедии «История искусства народов СССР» (1974), статьи «Изобразительное искусство Татарской АССР» в Большой советской энциклопедии (1976). В монографии Валеевой «Искусство волжских булгар» (1983), переработанной из кандидатской диссертации, даётся последовательный анализ декоративно-прикладного искусства волжских булгар домонгольского периода Х — начала ХIII веков, выраженного в кости, керамике и металле, оно сравнивается с аналогичными искусствами соседних языческих племен, в результате чего Валеева приходит к мысли о том, что булгарское искусство является частью евразийского языческого пространства, а также начального этапа исламского искусства средневековья. Книга «Искусство Татарстана» (1999) построена на отдельных очерках о творчестве татарских художников XX века, известных и неизвестных, на анализе художественной жизни Татарстана, её преемственности, проблемах современности, в связи с чем просто и доходчиво доносит до читателя представление о развитии, состоянии и тенденциях изобразительного искусства республики того времени. В частности, многочисленные публикации Валеевой о современной искусстве активно использовались С. М. Червонной при составлении ею справочников о татарстанских художниках.
В своём творчестве всегда имела собственное мнение, не следуя конъюнктуре и идеологическим установкам. Изучала декоративно-прикладное искусство татар, ювелирное дело, ткачество и керамику, первой из искусствоведов ввела в научный оборот такой вид татарского искусства как шамаиль, исследовала ранний период языческого искусства булгар, собрала много нового и уникального материала, который, однако, по ряду причин так и не был опубликован. Во время работы над изучением домонгольского булгарского искусства, Валеева заинтересовалась искусством периода Золотой Орды, результатом чего стал выход монографии «Искусство волжских булгар периода Золотой Орды» (2003), в которой впервые наиболее полно были раскрыты основные характерные черты искусства XIII—XV веков, показана его тесная связь с городской и кочевнической культурой золотоордынцев. Итогом же изучения современного изобразительного искусства стало издание в соавторстве с Р. Г. Шагеевой книги «Современное искусство Татарстана» (2005), где внимание было обращено как на корифеев татарского искусства, так и в сторону молодого поколения художников, остававшихся вне зоны искусствоведческих исследований. В дальнейшем также вышел труд «Средневековое искусство булгаро-татар» (2023), в котором Валеева предприняла попытку выявить исторические особенности и закономерности развития искусства Волжской Булгарии домонгольского времени (Х — начало ХIII в.), Булгарского улуса Золотой Орды (середина ХIII — начало XV в.), Казанского ханства (1445—1552). Также она является автором ряда исследований творчества своего мужа-писателя.

## Награды
- Почётное звание «Заслуженный деятель искусств Республики Татарстан» (2010 год)[46]. Вручено председателем Государственного Совета Республики Татарстан Ф. Х. Мухаметшиным на церемонии в Казанском кремле[47].
- Грамота Президента Республики Татарстан (1999 год)[2]. Вручена президентом Республики Татарстан М. Ш. Шаймиевым на церемонии в Большом концернтном зале имени С. Сайдашева[48].
- Премия имени Баки Урманче (2005 год) — за книгу «Искусство волжских булгар периода Золотой Орды»[49].

## Избранная библиография
Книги, монографии
- Валеева Д. К. Искусство домонгольской Волжской Булгарии X — начала XIII вв.: диссертация кандидата искусствоведения. — Москва: НИИ теории и истории изобразительных искусств Академии художеств СССР, 1980. — 202 с.
- Валеева Д. К. Искусство волжских булгар (Х — начало XIII вв.). — Казань: Татарское книжное издательство, 1983. — 130 с.
- Валеева Д. К. Искусство Татарстана (XX век). — Казань: Туран, 1999. — 323 с.
- Валеева Д. К. Искусство волжских булгар периода Золотой Орды (XIII—XV вв.). — Казань: Фикер, 2003. — 239 с. — ISBN 5930910510.
- Валеева Д. К., Шагеева Р. Г. Современное искусство Татарстана: живопись, графика, скульптура, театральное изобразительное искусство, монументальное декоративно-прикладное искусство, дизайн = Татарстанның хәзерге заман сәнгате = The modern art of Tatarstan. — Казань: Татарское книжное издательство, 2005. — 383 с. — ISBN 529804171х. (рус.) (татар.) (англ.)
- Валеева Д. К. Средневековое искусство булгаро-татар / науч. ред. Ф. Ш. Хузин. — Казань: Татарское книжное издательство, 2023. — 182 с. — (История искусства Татарстана). — ISBN 9785298046077.

Составитель, автор статей
- Выставка произведений изобразительного искусства: каталог / сост. Д. К. Валеева, Г. А. Могильникова. — Казань, Ленинград: Музей изобразительных искусств ТАССР, Государственный Русский музей, 1972. — 49 с.
- Искусство Татарстана: пути становления / сост. Д. К. Валеева. — Казань: Институт языка, литературы и истории имени Г. Ибрагимова Казанского филиала Академии наук СССР, 1985. — 162 с.
- Искусство, рождённое Октябрём (О творчестве народного художника Татарии Б. Урманче) / сост. Д. К. Валеева, Ф. В. Ахметова[тат.]. — Казань: Институт языка, литературы и истории имени Г. Ибрагимова Казанского филиала Академии наук СССР, 1989. — 120 с.
- Надир Альмеев / авт. ст. Д. К. Валеева. — Казань: АБАК, 1996. — 54 с.
- Диас Валеев — анализ творчества: статьи, эссе, размышления / сост. Д. К. Валеева. — Казань: Тан-Заря, 1996. — 247 с.
- Фиринат Халиков. Нәкыш. Рәсем. Сынчылык. Бизәлеш = Фиринат Халиков. Живопись. Графика. Скульптура. Дизайн = Firinat Khalikov. Painting. Graphic arts. Sculpture. Design / сост. Валеева Д. К. и др.. — Казань: Заман, 2012. — 207 с. — ISBN 9785442800173. (рус.) (татар.) (англ.)
- Андрей Прокопьев. Живопись: 90 лет со дня рождения: каталог произведений из коллекции ГМИИ РТ и частных собраний / авт. ст. Д. К. Валеева, Т. В. Голубцова. — Казань: Заман, 2013. — 79 с. — ISBN 9785442800241.
- Рустем Кильдибеков / сост. Д. К. Валеева. — Казань: Заман, 2016. — 159 с. — ISBN 9785442800951.
- Окно, горящее в ночи. Воспоминания о писателе Диасе Валееве / сост. Д. К. Валеева, М. Д. Валеева, Д. Д. Хисамова. — Казань: Заман, 2018. — 255 с. — ISBN 9785442801255.